# Антиной (сын Евпифа)
Антино́й (др.-греч. Ἀντίνοος) — в древнегреческой мифологии герой с Итаки. Сын Евпейта (Евпифа).
Один из важных персонажей «Одиссеи» — предводитель женихов Пенелопы, домогавшийся её руки в отсутствие Одиссея; самый знатный и самый наглый из них. По его совету женихи устроили засаду сыну Пенелопы и Одиссея Телемаху, чтобы убить его при возвращении на Итаку. Их замысел не достиг цели только благодаря вмешательству Афины, покровительствовавшей Телемаху. Антиной много раз оскорблял Одиссея, явившегося во дворец под видом нищего странника, и Евмея, который его привёл. Он устроил на потеху женихам драку Одиссея с нищим Иром. Погиб от первой же стрелы Одиссея, которая пронзила его горло в тот момент, когда он подносил к губам кубок с вином.
По одной из версий, Антиною удалось соблазнить Пенелопу.